# Криворіжжя (Миколаївський район)
Криворі́жжя — село в Україні, у Новоодеській міській громаді Миколаївського району Миколаївської області України. Населення становить 356 осіб.

## Населення
Згідно з переписом УРСР 1989 року чисельність наявного населення села становила 345 осіб, з яких 149 чоловіків та 196 жінок.
За переписом населення України 2001 року в селі мешкало 356 осіб.

### Мова
Розподіл населення за рідною мовою за даними перепису 2001 року:
| Мова       | Відсоток |
| ---------- | -------- |
| українська | 94,38 %  |
| російська  | 3,93 %   |
| молдовська | 1,40 %   |
| білоруська | 0,28 %   |